# Ya Sin

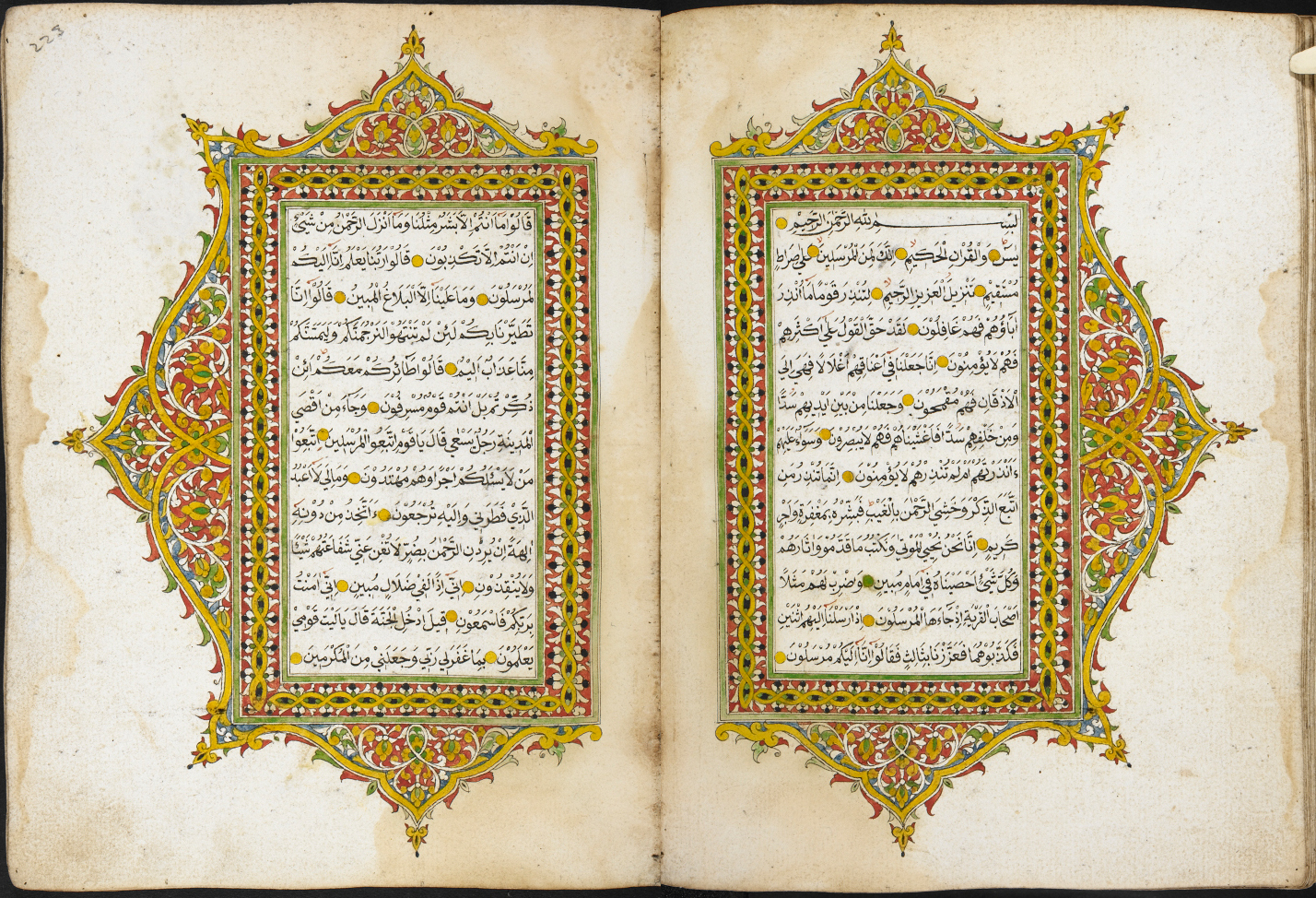
Dubbelsida med dekorerade ramar som markerar början på sura Ya Sin.

Yā Sīn (arabiska: سورة يس) är den trettiosjätte suran i Koranen med 83 verser (ayah). Den uppenbarades i den heliga staden Mekka och har fått den hedervärda titeln "Hjärtat av Koranen".
Denna sura anses ha många fördelar inom islamisk tradition och läses av muslimer vid begravningar. Profeten Muhammeds uttalanden i Hadith, såväl som verk av lärda akademiker som Imam Tirmizi, har klargjort att det finns mycket gynnsamt med att recitera sura Yā Sīn.
Suran omnämner det givmilda livet i paradiset för de troende: "vilande i ljuvlig skugga med sina följeslagare, stödda på divaner", och fortsätter med att beskriva straffet för obotfärdiga syndare och andra felgörare (vers 56 och framåt).
Suran avslutar med att beskriva några av Guds under, som skapelsen av jorden och himlarna och hur Han kan göra det igen, och hur människan skapades av Honom och skall återvända till Honom.